# Abutilon indicum
Abutilon indicum (L.) Sweet (nome Tamil: "thuthi", nome sanscrito: अतिबला Atibalaa, nome Telugu: Duvvena Kayalu) è una specie della famiglia delle Malvacee.
È originaria delle zone tropicali e subtropicali e talvolta viene utilizzata come pianta ornamentale. Essa è spesso utilizzata come pianta medicinale ed è considerata invasiva in certe isole tropicali.

## Distribuzione e habitat
La si trova in numerose zone tropicali e subtropicali, dalle isole Mascarene e dal Nord Africa sino all'Asia tropicale e all'Oceania.

## Usi

### Medicina tradizionale
Nella medicina tradizionale varie parti dell'A. indicum sono utilizzate come  demulcente, afrodisiaco, lassativo, diuretico, sedativo, astringente, espettorante, tonico, antinfiammatorio, antielmintico e analgesico e per il trattamento della lebbra, dell'ulcera, del mal di testa, della gonorrea e delle infezioni delle vie urinarie.
All'uopo l'intera pianta viene sradicata, seccata e ridotta in polvere. La pianta viene utilizzata molto nella medicina Siddha.

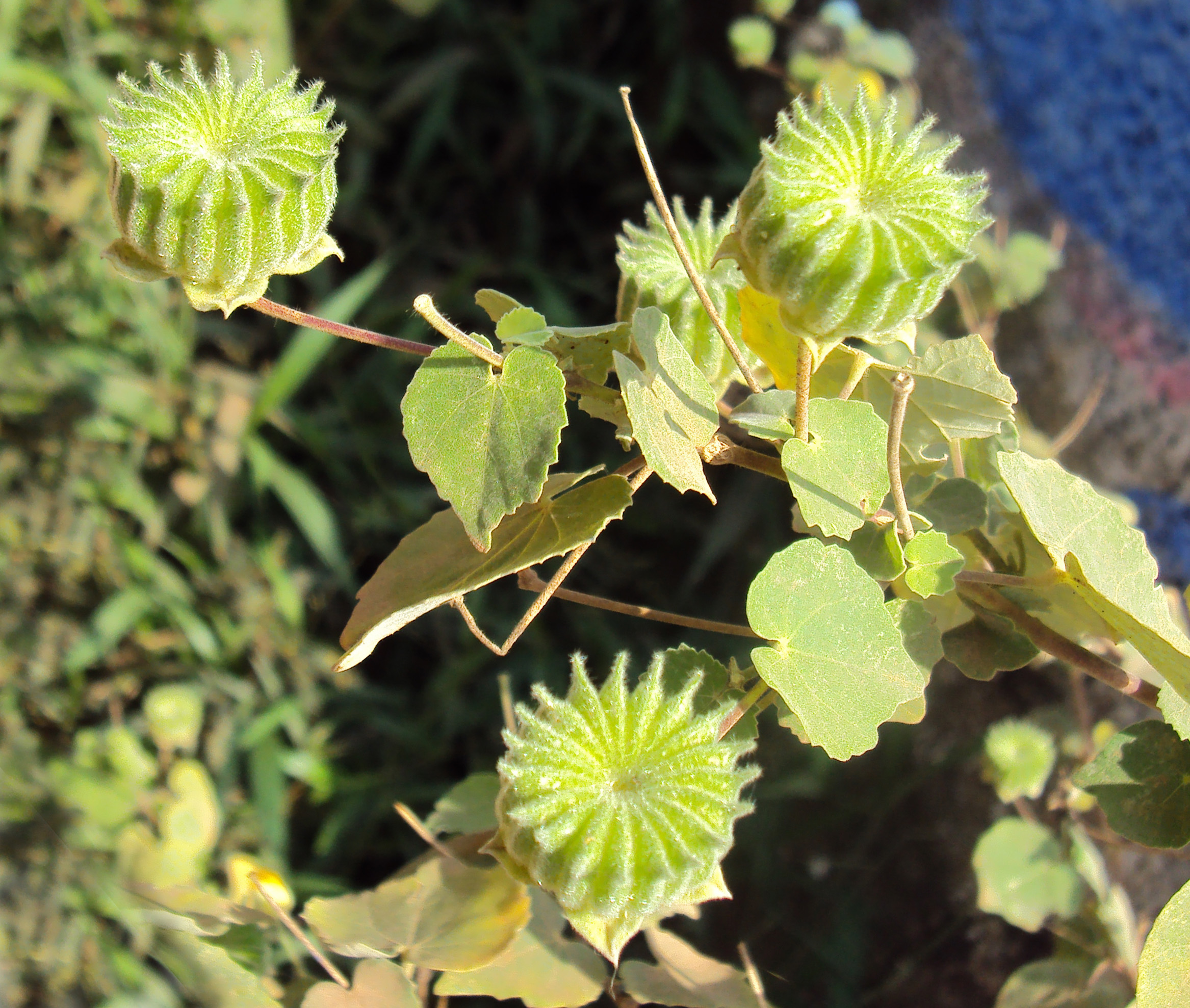
Abutilon indicum

## Chimica
Nell'A. indicum si trova il Β-sitosterolo ed un estratto di etere di petrolio ha proprietà larvicide contro le larve di una zanzara, la Culex quinquefasciatus.
Pare inoltre che un estratto di metanolo dell'A. indicum abbia qualche proprietà antibatterica.